# New Generation (film)
Pour plus de détails, voir Fiche technique et Distribution.
New Generation est un film français de Jean-Pierre Lowf Legoff sorti en 1979.

## Synopsis
Ils sont une bande de jeunes désinvoltes, insouciants et beaucoup trop sûrs d'eux. Ils sont fous de plage, de soleil, de motos et de musique. Mais pour Lollie, jeune chanteuse talentueuse, la gloire locale n'a plus que le goût des conquêtes faciles. Elle sera la première à tenter l'aventure parisienne pour le pire, longtemps avant le meilleur.
Son ami Jeff, pour ne pas rester dans l'ombre, la suit et c'est ensemble qu'acharnés et éblouissants, ils deviennent des vedettes montantes. Ils atteindront la gloire. Cette gloire qui les a réunis va les séparer.

## Fiche technique
- Titre original : New Generation
- Réalisation : Jean-Pierre Lowf Legoff
- Pays de production :  France
- Langue : Français
- Durée : 95 min.
- Date de sortie : 21 février 1979[1]
- Nombre d'entrées : 28 907[1]

## Distribution
- Helga Serres : Lollie
- Jeff Manzetti : Jeff
- Caroline Berg : Babette
- Eric Rawson : Eric
- Serge Malik : Kiss
- Lambert Wilson : Jean-Charles
- Nathalie Boutigny : Nadia
- Patrick Penn : Philippe
- Lindsey Wheelek : Minette
- Franck Wetischek : Franck
- Jackie Sardou : la patronne de l'hôtel
- Monie Rey: Jackie
- Françoise Schies : Fafa
- Brigitte Lahaie
- Sophie Darel : la présentatrice TV

## Bande originale du film
1. New Generation – Eric Rawson
2. Boogie down - New Generation
3. Disco generation - New Generation
4. Danse - Eric Rawson & Lollie Serres
5. Once upon a time - Lollie Serres